# 森高万智
森高 万智（もりたか まち、1992年 - ） は、日本のバレリーナ。福岡県福岡市出身。

## 経歴
バレエを習っていた姉の影響で、福岡市の坂本順子に習い始める。その後は田中千賀子に師事した。
14歳で日本バレエ協会主宰の全日本バレエコンクールにおいてジュニア部門第1位となる。翌2007年、15歳でロンドンにある英国ロイヤル・バレエ学校に入学した。2009年には学校代表として第37回ローザンヌ国際バレエコンクールに出場し、水谷実喜、根本里菜らと共にファイナリストに選ばれた。
在学中からロイヤル・バレエ団の 『シンデレラ』 などに出演していたが、卒業後の2010年にバーミンガム・ロイヤル・バレエ団にアーティストとして入団。2011年7月まで1シーズン在籍した。